# Angelica ternata
Angelica ternata är en flockblommig växtart som beskrevs av Eduard August von Regel och Johannes Theodor Schmalhausen. Angelica ternata ingår i släktet kvannar, och familjen flockblommiga växter.

## Underarter
Arten delas in i följande underarter:
- A. t. cordifolia
- A. t. petiolata